# Kup Maršala Tita 1967-1968
La Kup Maršala Tita 1967-1968 fu la 21ª edizione della Coppa di Jugoslavia. 2354 squadre parteciparono alle qualificazioni (estate ed autunno 1967), 16 furono quelle che raggiunsero la coppa vera e propria, che si disputò dal 3 marzo al 22 maggio 1968.
Il detentore era il Hajduk Spalato, che in questa edizione uscì nelle qualificazioni.
Il trofeo fu vinto dalla Stella Rossa che sconfisse in finale il Bor, club di seconda divisione. Per i biancorossi fu il settimo titolo in questa competizione.

Dato che la Stella Rossa vinse anche il campionato, l'accesso alla Coppa delle Coppe 1968-1969 andò alla finalista sconfitta.
Dopo un anno di pausa, la finale tornò ad essere disputata a Belgrado.

## Qualificazioni
```
Queste due partite della coppa di 
Voivodina
:
[
6
]

ŽFK Banat Zrenjanin - Bačka B. Palanka  0-1
Proleter Zrenjanin - Bačka B. Palanka   5-0
```

### Primo turno
| Squadra 1 | Risultato | Squadra 2          |           |
| --------- | --------- | ------------------ | --------- |
| (3) Zara  | 2 – 5     | Hajduk Spalato (2) | hajduk.hr |

### Secondo turno
| Squadra 1            | Risultato | Squadra 2           |                                                                 |
| -------------------- | --------- | ------------------- | --------------------------------------------------------------- |
| (3) Neretva Metković | 1 – 0     | Hajduk Spalato (1)  | hajduk.hr                                                       |
| (2) Varteks Varaždin | 0 – 1     | Dinamo Zagabria (1) | gnkdinamo.hr Archiviato l'8 settembre 2021 in Internet Archive. |

### Sedicesimi di finale
| Squadra 1              | Risultato | Squadra 2        |                                                                        |
| ---------------------- | --------- | ---------------- | ---------------------------------------------------------------------- |
| (1) Dinamo Zagabria    | 1 – 2     | NK Zagabria (1)  | gnkdinamo.hr Archiviato l'8 settembre 2021 in Internet Archive.        |
| (1) Partizan           | 2 – 0     | Voždovački (2)   | partizanopedia.rs                                                      |
| (1) Vojvodina          | 8 – 1     | FK Trepča (2)    | fkvojvodina.com                                                        |
| (1) Olimpia Lubiana    | 1 – 2     | Maribor (1)      | Tomaž Vindiš                                                           |
| (2) Spartak Subotica   | 0 – 3     | Stella Rossa (1) | redstarbelgrade.rs Archiviato il 9 settembre 2021 in Internet Archive. |
| (1) Proleter Zrenjanin | 4 – 3     | Borac Čačak (2)  | fsgzrenjanin.com                                                       |

## Ottavi di finale
| Squadra 1              | Risultato             | Squadra 2           |
| ---------------------- | --------------------- | ------------------- |
| (2) Borovo             | 6 – 0                 | Jedinstvo Bihać (3) |
| (1) Maribor            | 3 – 1                 | Budućnost (2)       |
| (1) OFK Belgrado       | 1 – 0                 | Rijeka (1)          |
| (1) Proleter Zrenjanin | 1 – 0                 | Vardar (1)          |
| (1) Radnički Niš       | 2 – 3 (dts)           | Bor (2)             |
| (1) Stella Rossa       | 3 – 1                 | NK Zagabria (1)     |
| (2) Sloboda Tuzla      | 2 – 2 (dts) (6-4 dtr) | Sebenico (2)        |
| (1) Vojvodina          | 2 – 0                 | Partizan (1)        |

## Quarti di finale
| Squadra 1     | Risultato | Squadra 2              |
| ------------- | --------- | ---------------------- |
| (2) Borovo    | 0 – 2     | Stella Rossa (1)       |
| (2) Bor       | 3 – 1     | Sloboda Tuzla (2)      |
| (1) Maribor   | 1 – 0     | OFK Belgrado (1)       |
| (1) Vojvodina | 3 – 0     | Proleter Zrenjanin (1) |

## Semifinali
| Squadra 1        | Risultato | Squadra 2     |
| ---------------- | --------- | ------------- |
| (2) Bor          | 2 – 1     | Vojvodina (1) |
| (1) Stella Rossa | 2 – 1     | Maribor (1)   |

## Finale
| Arbitro: | Ratko Čanak (Belgrado) |

|                                                          |           |  |
| Ostojić 35’, 47’, 72’ Džajić 62’, 75’ Lazarević 64’, 67’ | Marcatori |  |

| Stella Rossa | Bor |

|                 |  |                   |  |
|                 |  |                   |  |
| P               |  | Ratomir Dujković  |  |
|                 |  | Milovan Đorić     |  |
|                 |  | Petar Krivokuća   |  |
|                 |  | Miroslav Pavlović |  |
|                 |  | Kiril Dojčinovski |  |
|                 |  | Slobodan Škrbić   |  |
|                 |  | Stevan Ostojić    |  |
|                 |  | Zoran Antonijević |  |
|                 |  | Vojin Lazarević   |  |
|                 |  | Jovan Aćimović    |  |
|                 |  | Dragan Džajić     |  |
| Allenatore:     |  |                   |  |
| Miljan Miljanić |  |                   |  |

|                    |  |                   |  |
|                    |  |                   |  |
| P                  |  | Jovan Hajduković  |  |
|                    |  | Pavao Rajzner     |  |
|                    |  | Desimir Ranković  |  |
|                    |  | Slobodan Perišić  |  |
|                    |  | Nemanja Radulović |  |
|                    |  | Živanović         |  |
|                    |  | Tomislav Petrović |  |
|                    |  | Dušan Sopić       |  |
|                    |  | Ištvan Šorban     |  |
|                    |  | Slobodan Tomić    |  |
|                    |  | Franja Paulinc    |  |
| Allenatore:        |  |                   |  |
| Radojica Radojičić |  |                   |  |